# Olli Jokinen

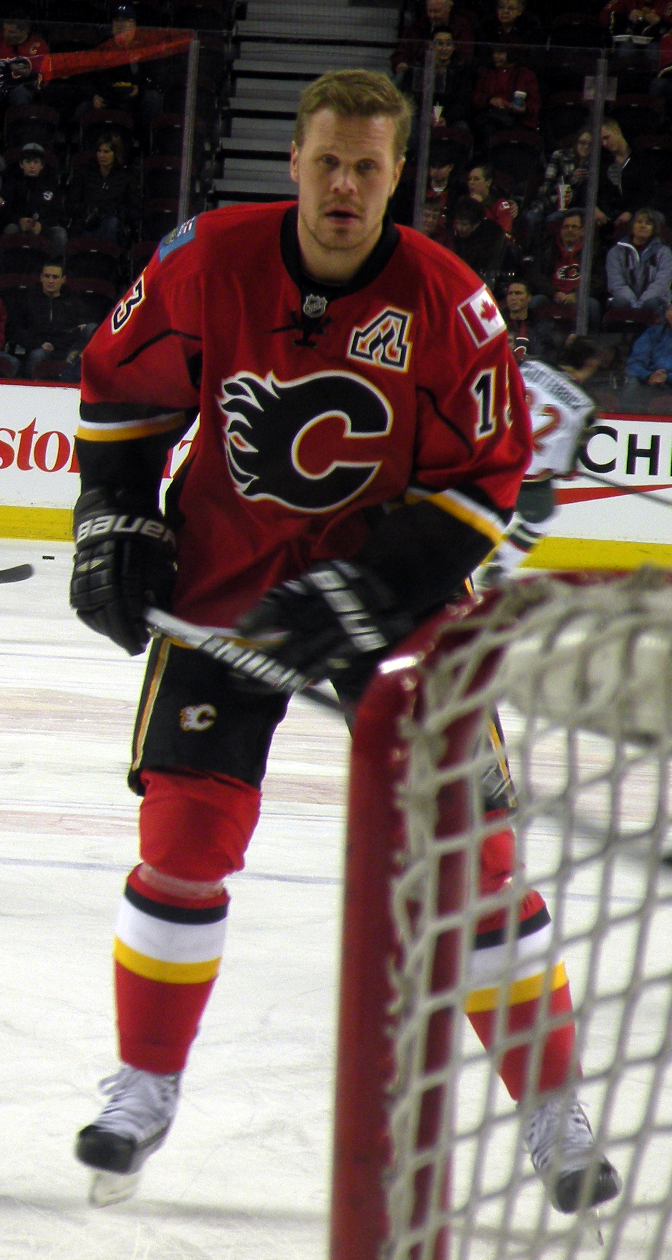
Olli Jokinen i Calgary Flames 2011.

Olli Veli Pekka Jokinen, född 5 december 1978 i Kuopio, är en finländsk ishockeytränare och före detta professionell ishockeyspelare som sist spelade för St. Louis Blues i National Hockey League (NHL). Han är idag huvudtränare för Timrå IK i SHL. Han spelade tidigare på NHL-nivå för Los Angeles Kings, New York Islanders, Florida Panthers, Phoenix Coyotes, New York Rangers, Calgary Flames, Winnipeg Jets, Nashville Predators och Toronto Maple Leafs och på lägre nivåer för Springfield Falcons i American Hockey League (AHL), Södertälje SK i Elitserien, EHC Kloten i NLA och KalPa och HIFK Hockey i Liiga.
Jokinen draftades i första rundan i 1997 års draft av Los Angeles Kings som tredje spelare totalt.
2003 blev Jokinen utsedd till lagkapten i Florida Panthers. 2008 blev Jokinen bortbytt till Phoenix Coyotes. 4 mars 2009 blev Jokinen bortbytt till Calgary Flames. Jokinen bevisade under ett flertal säsonger i NHL att han var en pålitlig poängplockare då han gjorde över 30 mål fyra gånger och under tre säsonger mäktade med över 70 poäng. Hans bästa säsong poängmässigt var från 2006–07 då han svarade för 39 mål och 91 poäng på 82 spelade matcher för Florida Panthers.
Jokinen representerade även Finlands landslag vid ett flertal tillfällen. Bland hans största meriter i internationella idrottssammanhang kan OS 2006 i Turin nämnas, då han tillsammans med sitt lag lyckades ta sig ända fram till final där man dock fick se sig besegrade av Sverige med 2-3. Jokinen stod för 8 poäng på lika många matcher i turneringen, vilket var fjärde bästa i laget. Jokinen spelade sin sista match 2015, men det officiella beskedet kom först den 7 mars 2017.

## Statistik
| 1995–1996         | KalPa               | Liiga             | 15   | 1   | 1   | 2   | 2    | —  | — | — | —  | —  |
| 1996–1997         | HIFK Hockey         | Liiga             | 50   | 14  | 27  | 42  | 88   | —  | — | — | —  | —  |
| 1997–1998         | Los Angeles Kings   | NHL               | 8    | 0   | 0   | 0   | 6    | —  | — | — | —  | —  |
|                   | HIFK Hockey         | Liiga             | 30   | 11  | 28  | 39  | 32   | 9  | 7 | 2 | 9  | 2  |
| 1998–1999         | Los Angeles Kings   | NHL               | 66   | 9   | 12  | 21  | 44   | —  | — | — | —  | —  |
|                   | Springfield Falcons | AHL               | 9    | 3   | 6   | 9   | 6    | —  | — | — | —  | —  |
| 1999–2000         | New York Islanders  | NHL               | 82   | 11  | 10  | 21  | 80   | —  | — | — | —  | —  |
| 2000–2001         | Florida Panthers    | NHL               | 78   | 6   | 10  | 16  | 106  | —  | — | — | —  | —  |
| 2001–2002         | Florida Panthers    | NHL               | 80   | 9   | 20  | 29  | 98   | —  | — | — | —  | —  |
| 2002–2003         | Florida Panthers    | NHL               | 81   | 36  | 29  | 65  | 79   | —  | — | — | —  | —  |
| 2003–2004         | Florida Panthers    | NHL               | 82   | 26  | 32  | 58  | 81   | —  | — | — | —  | —  |
| 2004–2005         | EHC Kloten          | NLA               | 8    | 6   | 1   | 7   | 14   | —  | — | — | —  | —  |
|                   | Södertälje SK       | Elitserien        | 23   | 13  | 9   | 22  | 52   | —  | — | — | —  | —  |
|                   | HIFK                | Liiga             | 14   | 9   | 8   | 17  | 10   | 5  | 2 | 0 | 2  | 24 |
| 2005–2006         | Florida Panthers    | NHL               | 82   | 38  | 51  | 89  | 88   | —  | — | — | —  | —  |
| 2006–2007         | Florida Panthers    | NHL               | 82   | 39  | 52  | 91  | 78   | —  | — | — | —  | —  |
| 2007–2008         | Florida Panthers    | NHL               | 82   | 34  | 37  | 71  | 67   | —  | — | — | —  | —  |
| 2008–2009         | Phoenix Coyotes     | NHL               | 57   | 21  | 21  | 42  | 49   | —  | — | — | —  | —  |
|                   | Calgary Flames      | NHL               | 19   | 8   | 7   | 15  | 18   | 6  | 2 | 3 | 5  | 4  |
| 2009–2010         | Calgary Flames      | NHL               | 56   | 11  | 24  | 35  | 53   | —  | — | — | —  | —  |
|                   | New York Rangers    | NHL               | 26   | 4   | 11  | 15  | 22   | —  | — | — | —  | —  |
| 2010–2011         | Calgary Flames      | NHL               | 79   | 17  | 37  | 54  | 44   | —  | — | — | —  | —  |
| 2011–2012         | Calgary Flames      | NHL               | 82   | 23  | 38  | 61  | 54   | —  | — | — | —  | —  |
| 2012–2013         | Winnipeg Jets       | NHL               | 45   | 7   | 7   | 14  | 14   | —  | — | — | —  | —  |
| 2013–2014         | Winnipeg Jets       | NHL               | 82   | 18  | 25  | 43  | 62   | —  | — | — | —  | —  |
| 2014–2015         | Nashville Predators | NHL               | 48   | 3   | 3   | 6   | 26   | —  | — | — | —  | —  |
|                   | Toronto Maple Leafs | NHL               | 4    | 0   | 1   | 1   | 2    | —  | — | — | —  | —  |
| NHL totalt        | NHL totalt          | NHL totalt        | 1221 | 320 | 427 | 747 | 1071 | 6  | 2 | 3 | 5  | 4  |
| AHL totalt        | AHL totalt          | AHL totalt        | 9    | 3   | 6   | 9   | 6    | —  | — | — | —  | —  |
| Elitserien totalt | Elitserien totalt   | Elitserien totalt | 23   | 13  | 9   | 22  | 52   | —  | — | — | —  | —  |
| NLA totalt        | NLA totalt          | NLA totalt        | 8    | 6   | 1   | 7   | 14   | —  | — | — | —  | —  |
| Liiga totalt      | Liiga totalt        | Liiga totalt      | 109  | 35  | 64  | 99  | 132  | 14 | 9 | 2 | 11 | 26 |

### Internationellt
| År            | Lag           | Turnering     | Matcher | Mål | Assist | Poäng | Utv |
| ------------- | ------------- | ------------- | ------- | --- | ------ | ----- | --- |
| 1996          | Finland       | JEM           | 5       | 5   | 2      | 7     | 2   |
| 1997          | Finland       | JVM           | 6       | 5   | 0      | 5     | 12  |
| 1997          | Finland       | VM            | 8       | 4   | 2      | 6     | 6   |
| 1998          | Finland       | JVM           | 7       | 4   | 6      | 10    | 6   |
| 1998          | Finland       | VM            | 10      | 0   | 1      | 1     | 6   |
| 1999          | Finland       | VM            | 10      | 3   | 1      | 4     | 14  |
| 2000          | Finland       | VM            | 9       | 1   | 3      | 4     | 6   |
| 2002          | Finland       | OS            | 4       | 2   | 1      | 3     | 0   |
| 2002          | Finland       | VM            | 9       | 1   | 1      | 2     | 4   |
| 2004          | Finland       | VM            | 7       | 5   | 3      | 8     | 6   |
| 2004          | Finland       | WC            | 6       | 2   | 1      | 3     | 6   |
| 2005          | Finland       | VM            | 7       | 1   | 4      | 5     | 2   |
| 2006          | Finland       | OS            | 8       | 6   | 2      | 8     | 2   |
| 2006          | Finland       | VM            | 5       | 2   | 1      | 3     | 27  |
| 2008          | Finland       | VM            | 8       | 1   | 4      | 5     | 29  |
| 2010          | Finland       | OS            | 6       | 3   | 1      | 4     | 2   |
| Junior totalt | Junior totalt | Junior totalt | 18      | 14  | 8      | 22    | 20  |
| Senior totalt | Senior totalt | Senior totalt | 104     | 32  | 27     | 59    | 118 |